# Provincie Jaroslavl
De provincie Jaroslavl (Russisch: Ярославская провинция, Jaroslavlskaja provintsija) was een  provincie van het keizerrijk Rusland. Het oblast ontstond van 1719 tot 1775. Het oblast ontstond door een decreet van Peter I van Rusland die in 1719 waar hij de oblast uit het gouvernement Sint-Petersburg. In 1927 werd de oblast onderdeel van het gouvernement Moskou en in 1775 ging het gebied van het oblast op in het gouvernement Jaroslavl. De hoofdstad was Jaroslavl.